# Garoto Errado
"Garoto Errado" é uma canção da cantora Manu Gavassi, sendo lançada em 11 de junho de 2010 como primeiro single do primeiro álbum de estúdio da cantora, Manu Gavassi (2010). A canção também foi utilizada na trilha sonora da novela brasileira Rebelde, da Record.

## Vídeo musical
O videoclipe da canção foi lançado no dia 1 de setembro de 2010. Foi filmado no dia 8 de agosto de 2010, em uma chácara localizada no interior do estado de São Paulo. No videoclipe, Manu Gavassi aparece cantando enquanto aparecem cenas da cantora junto com um grupo de amigos. Os modelos da Capricho, Bruno Anacleto, Renan Grassi e Matheus Emmerich participaram do videoclipe, junto com algumas amigas pessoais da cantora. No YouTube, o videoclipe adquiriu mais de 100 mil visualizações em seu primeiro dia de lançamento.

## Vendas e certificações
| Região                                                        | Certificação | Vendas  |
| ------------------------------------------------------------- | ------------ | ------- |
| Brasil (Pro-Música Brasil)                                    | Ouro         | 50,000‡ |
| ‡vendas+valores de streaming baseados somente na certificação |              |         |

## Desempenho nas tabelas musicais
| Paradas (2011)                       | Melhor posição |
| ------------------------------------ | -------------- |
| Brasil — Hot 100                     | 14             |
| Brasil — Billboard Hot 100 Airplay   | 21             |
| Brasil — Billboard Popular Hot Songs | 22             |
| Brasil — Rádio Disney BRA.           | 7              |